# Антропофобия
Антропофобия или Антрофобия (буквално „страх от хора“, на гръцки: ἄνθρωπος, ánthropos – „човек“ и на гръцки: φόβος, phóbos – „страх“), също наричана междуличностна отношенческа фобия е патологичен страх от хора или човешка компания. Според Международната класификация на болестите (10-а ревизия) тя е частен случай на социална фобия.
Антропофобията е екстремна, патологична форма на срамежливост и неувереност. Може да бъде изразена като страх от изчервяване, от втренчване на другите, несръчност и стеснение, когато човек се появява в обществото. Специфичната японска културна форма е известна като тайджин куофушо.